# Кордишівка (Вінницький район)
Ко́рдишівка — село в Україні, у Вороновицькій селищній громаді Вінницького району Вінницької області, за 3 км від станції «Вороновиці».

## Історія
Після Січневого повстання 1863 року село було конфісковане у власника-поляка, поміщика Кароля Сєдроцького (Karol Siedrocki) ніби-то за участь у повстанні і взято у державну власність. Насправжді ж привідом для засудження став аркуш паперу з символікою повстанців. Сєдроцького було заслано до Сибіру, до Красноярська, потім до Вятки.
Після  цього на деякий час орендарем села став Ф.М. Чернявський, помісний дворянин Катеринославської губернії, мировий суддя, батько майбутньої революціонерки Г.Ф. Чернявської-Бохановської. У своїх спогадах вона так згадує село:
|  | Кордишівка була дійсний перл і до цих пір малюється в моїй уяві як рай земний. Прекрасний комфортабельний будинок, що виходить головним фасадом і одною із сторін на обширний двір з величезним круглим "газоном" посеред, в центрі якого красувалася клумба красивих кольорів, а по всьому колу були симетрично розсаджені піони і помаранчеві corona imperialis; двома іншими сторонами будинок виходив в сад, частково фруктовий, частково парк, що переходив потім в гай, — ліс, як ми її звали. |

Також Г.ф. Чернявська згадує, що, за переказами, у селі переховувалися учасники Січневого повстання. За описом, у будинку поміщика були прекрасні склепінчасті погреби з нишами для вина та фруктів.
Ф.М. Чернявський був орендарем села до осені 1868 року.
У кінці XIX ст. село мало 70 будинків, 348 мешканців,  належало частково Долінським, частково Старицьким.
Під час другого Голодомору у 1932–1933 роках, проведеного радянською владою, загинуло 50 осіб.

## Особистості
- Грицюк Іван Григорович — ректор Київського технологічного інституту харчової промисловості.
- Стаднюк Іван Фотійович (1920—1994) — радянський прозаїк, сценарист, драматург і військовий журналіст, автор сценаріїв радянських фільмів «Максим Перепелиця», «Війна» та ін.